# Elezioni parlamentari in Slovacchia del 2016
Le elezioni parlamentari in Slovacchia del 2016 si tennero il 5 marzo per il rinnovo del Consiglio nazionale. In seguito all'esito elettorale, Robert Fico, espressione di Direzione - Socialdemocrazia, divenne Presidente del Governo, nell'ambito di un esecutivo sostenuto anche da Partito Nazionale Slovacco, Most-Híd e La Rete; nel 2018 fu sostituito da Peter Pellegrini, esponente dello stesso partito.
I 150 membri del Consiglio nazionale sono stati eletti con rappresentanza proporzionale in un unico collegio nazionale con una soglia elettorale del 5% per i singoli partiti, del 7% per le coalizioni che raggruppano almeno due partiti. Gli elettori hanno potuto esprimere fino a quattro voti preferenziali per i candidati nella lista del partito per cui hanno votato.

## Risultati
| Liste                                                         | Voti      | %     | Seggi |
| ------------------------------------------------------------- | --------- | ----- | ----- |
| Direzione - Socialdemocrazia                                  | 737 481   | 28,28 | 49    |
| Libertà e Solidarietà                                         | 315 558   | 12,10 | 21    |
| Gente Comune e Personalità Indipendenti - Nuova Maggioranza   | 287 611   | 11,03 | 19    |
| Partito Nazionale Slovacco                                    | 225 386   | 8,64  | 15    |
| Partito Popolare Slovacchia Nostra                            | 209 779   | 8,04  | 14    |
| Siamo una Famiglia                                            | 172 860   | 6,63  | 11    |
| Most-Híd                                                      | 169 593   | 6,50  | 11    |
| La Rete                                                       | 146 205   | 5,61  | 10    |
| Movimento Cristiano-Democratico                               | 128 908   | 4,94  | –     |
| Partito della Comunità Ungherese                              | 105 495   | 4,05  | –     |
| Coalizione Civica Slovacca                                    | 21 785    | 0,84  | –     |
| Partito TIP                                                   | 18 845    | 0,72  | –     |
| Partito Verde Slovacco                                        | 17 541    | 0,67  | –     |
| Partito Comunista di Slovacchia                               | 16 278    | 0,62  | –     |
| Unione Democratica e Cristiana Slovacca - Partito Democratico | 6 938     | 0,27  | –     |
| SCELTA                                                        | 6 522     | 0,25  | –     |
| Altri <5.000 voti                                             | 20 965    | 0,80  | –     |
| Totale                                                        | 2 607 750 | 100   | 150   |